# Teillé (Loire-Atlantique)
Pour les articles homonymes, voir Teillé.
Teillé est une commune de l'Ouest de la France, située dans le département de la Loire-Atlantique, en région Pays de la Loire. Elle fait partie du canton de Nort-sur-Erdre.
La commune fait partie de la Bretagne historique et du Pays nantais.

## Géographie

### Situation

#### Localisation
Teillé est située à 10 km au nord-ouest d'Ancenis.
Selon le classement établi par l'Insee en 1999, Teillé est une commune rurale multipolarisée, notamment par l'aire urbaine d'Ancenis, et qui fait partie de l'espace urbain de Nantes-Saint-Nazaire (cf. Liste des communes de la Loire-Atlantique).

Situation de la commune de Teillé dans le département de la Loire-Atlantique.

### Relief
La commune s'étend sur 28,55 km2. Son altitude minimale est de 17 mètres et sa maximale de 64 mètres. Son altitude moyenne est de 41 mètres.
Le territoire communal est relativement plat, accentué par quelques collines.

### Géologie
La commune repose sur le bassin houiller de Basse Loire.

### Hydrographie
Teillé est traversée par la rivière Le Donneau laquelle est retenue au sud du bourg. Le ruisseau du Pont Neuf dans le Donneau à la sortie de la retenue.

### Climat
Pour des articles plus généraux, voir Climat des Pays de la Loire et Climat de la Loire-Atlantique.
En 2010, le climat de la commune est de type climat océanique franc, selon une étude du CNRS s'appuyant sur une série de données couvrant la période 1971-2000. En 2020, Météo-France publie une typologie des climats de la France métropolitaine dans laquelle la commune est exposée à un climat océanique et est dans la région climatique  Bretagne orientale et méridionale, Pays nantais, Vendée, caractérisée par une faible pluviométrie en été et une bonne insolation. 
Pour la période 1971-2000, la température annuelle moyenne est de 12 °C, avec une amplitude thermique annuelle de 13,5 °C. Le cumul annuel moyen de précipitations est de 733 mm, avec 12,8 jours de précipitations en janvier et 6,2 jours en juillet. Pour la période 1991-2020, la température moyenne annuelle observée sur la station météorologique de Météo-France la plus proche, sur la commune de Nort-sur-Erdre à 17 km à vol d'oiseau, est de 12,4 °C et le cumul annuel moyen de précipitations est de 760,4 mm,. Pour l'avenir, les paramètres climatiques de la commune estimés pour 2050 selon différents scénarios d'émission de gaz à effet de serre sont consultables sur un site dédié publié par Météo-France en novembre 2022.

## Urbanisme

### Typologie
Au 1er janvier 2024, Teillé est catégorisée commune rurale à habitat dispersé, selon la nouvelle grille communale de densité à sept niveaux définie par l'Insee en 2022.
Elle est située hors unité urbaine. Par ailleurs la commune fait partie de l'aire d'attraction de Nantes, dont elle est une commune de la couronne,. Cette aire, qui regroupe 116 communes, est catégorisée dans les aires de 700 000 habitants ou plus (hors Paris),.

### Occupation des sols
L'occupation des sols de la commune, telle qu'elle ressort de la base de données européenne d’occupation biophysique des sols Corine Land Cover (CLC), est marquée par l'importance des territoires agricoles (92,1 % en 2018), en diminution par rapport à 1990 (93,4 %). La répartition détaillée en 2018 est la suivante : 
terres arables (71,1 %), zones agricoles hétérogènes (14,4 %), prairies (5,8 %), forêts (3,7 %), zones urbanisées (2,4 %), mines, décharges et chantiers (1,9 %), cultures permanentes (0,7 %). L'évolution de l’occupation des sols de la commune et de ses infrastructures peut être observée sur les différentes représentations cartographiques du territoire : la carte de Cassini (XVIIIe siècle), la carte d'état-major (1820-1866) et les cartes ou photos aériennes de l'IGN pour la période actuelle (1950 à aujourd'hui).

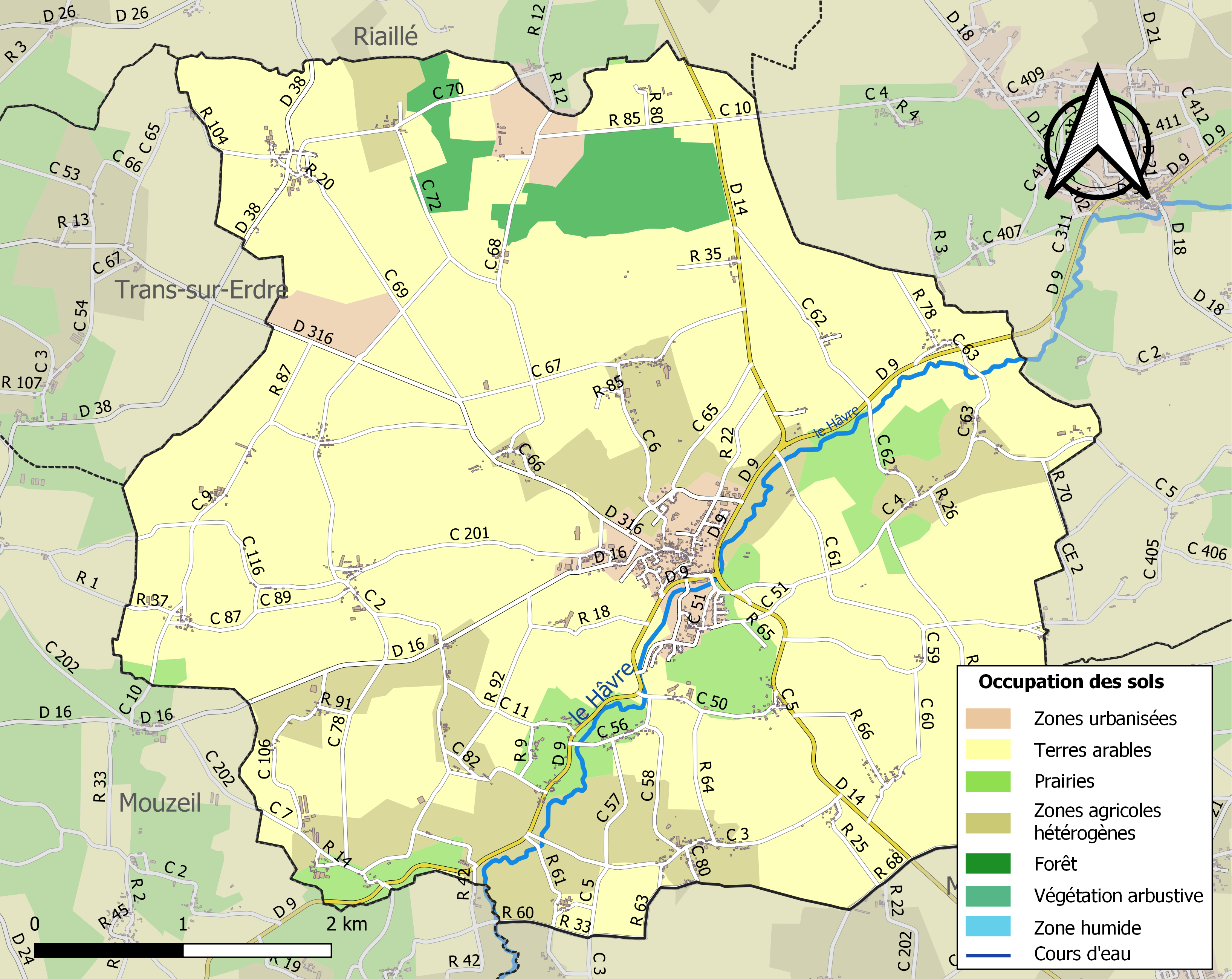
Carte des infrastructures et de l'occupation des sols de la commune en 2018 (CLC).

### Morphologie urbaine
La commune est composée d'un bourg principal et d'autres lieux-dits, hameaux et écarts listés ci-dessous :
- Bel-Air
- l'Angellerie
- l'Asnerie
- l'Avenue
- la Baluère
- la Barre
- la Basse Jounière
- la Bouillère
- la Charlauderie
- la Charpenterie
- la Chevinière
- la Closette
- la Croix
- la Fournerie
- la Gapaillère
- la Gare
- la Garenne
- la Gréhondière
- la Guibourgère
- la Guibretière
- la Guignardière
- la Guignochère
- la Guillarderie
- la Jounière
- la Justière
- la Lamberdière
- la Lobrie
- la Loire
- la Milsandière
- la Pécaudière
- la Pillardière
- la Piverdière
- la Plaine
- la Plonnière
- la Priancière
- la Renaudière
- la Rivière
- la Roche au Val
- la Rogerie
- la Sionnière
- la Teurlière
- la Thuellière
- la Vallée
- le Bois Bautier
- le Bois Macquiau
- le Croix Chemin
- le Haut Tertre
- le Pin
- le Pont Neuf
- le Roscouët
- le Tertre
- le Tremblay
- les Chêneaux
- les Hammonières
- les Linières
- les Rochettes
- Sainte-Marie
- Villette

### Voies de communication et transports
La D 9 traverse Teillé du nord au sud. La D 14 part du milieu du bourg vers le sud-est.
Une gare ferroviaire dessert Teillé.
L'aéroport le plus proche se trouve à Nantes (42 km).

### Logements
Il y a en tout 497 logements à Teillé. Parmi ceux-ci 92,5 % sont des résidences principales, 6,4 % des résidences secondaires et 1 % sont vacants.
73,3 % sont propriétaires contre 23,7 % de locataires. 3 % de la population sont logés gratuitement.
La majeure partie des habitations sont des maisons individuelles (98,7 %). Enfin le parc immobilier se compose de 0,9 % de studios, 9,1 % de 2 pièces, 25,4 % de 3 pièces, 24,8 % de 4 pièces et 31,5 % de 5 pièces ou plus.

## Toponymie
La localité est attestée sous la forme Teille en 1080 et sous sa forme latine Teilliacum dès 1123.
Teillé possède un nom en gallo, la langue d'oïl locale : Teillë prononcé [tɛ.jə].
La forme bretonne proposée par l'Office public de la langue bretonne est Tilhieg.
Ses habitants sont les Teilléens et les Teilléennes.

## Histoire
La découverte de monnaies gauloises et de poteries romaines attestent une occupation ancienne de la région.
La paroisse de Teillé semble exister depuis le XIIIe siècle.
La famille de La Guibourgère, qui a donné son nom à un château vers 1460 (le nom de Raoul de la Guibourgère), devint importante dans l'histoire de Teillé dès le XVe siècle. À l'époque, la seigneurie de la Guibourgère relevait directement de la châtellenie de Saint-Mars-la-Jaille et indirectement de la baronnie d'Ancenis.
Dans une correspondance datées de mai 1631, Louis XIII unit les seigneuries de la Guibourgère, la Ragotière, Mésanger, le Tremblay et le Teil (correspondant aux paroisses de Teillé, Mésanger, Trans, Pannecé et Riaillé) sous l'unique châtellenie de la Guibourgère et autorisa son possesseur à avoir une haute justice et un château fortifié.
De 1917 à 1950, une mine de charbon est ouverte à La Guibretière.

## Politique et administration

### Tendances politiques et résultats électoraux
Élection présidentielle de 2007
Lors du premier tour 25,33 % des voix étaient remportées par Nicolas Sarkozy et 23,12 % par François Bayrou et 22,02 % par Ségolène Royal. Lors du second tour 52,37 % des voix furent remportées par Nicolas Sarkozy contre 47,63 % pour Ségolène Royal. Le taux de participation fut de 88,65 % (moyenne nationale de 83,97 %) et 4,33 % des votes exprimés étaient blanc ou nul (moyenne nationale de 4,20 %).
Élections législatives de 2007
Teillé fait partie de la cinquième circonscription de la Loire-Atlantique (qui comprend les Cantons de Ancenis, Carquefou, La Chapelle-sur-Erdre, Ligné, Nantes VIII, Riaillé, Saint-Mars-la-Jaille, Varades).
Lors du second tour Michel Ménard a été élu.
Élections municipales de 2008
Le nombre d'inscrits était de 1 153 personnes. Le taux de participation a été de 74,93 % ; les bulletins blancs ou nuls ont représenté 1,62 % des votes exprimés.
Le maire sortant était Claude Dabo. Le nouveau maire est André Guihard.

### Administration municipale
Le conseil municipal est composé de conseillers élus pour 6 ans, au nombre de 19, puisque la population de Teillé était en 2008 comprise entre 1 500 et 2 500 habitants.

#### Maires successifs
| Période                                  | Période   | Identité                                               | Étiquette | Qualité              |
| ---------------------------------------- | --------- | ------------------------------------------------------ | --------- | -------------------- |
| 1799                                     | 1808      | Jean David                                             |           | Cultivateur          |
| 1808                                     | 1816      | Mathurin Delanoue                                      |           | Cultivateur          |
| 1816                                     | 1825      | Jean Gaignard                                          |           | Propriétaire         |
| 1825                                     | 1833      | Alexandre Prosper Camus de Pontcarré de La Guibourgère |           | Propriétaire         |
| 1833                                     | 1848      | Julien Leveau                                          |           | Cultivateur          |
| 1848                                     | 1855      | Julien Ménard                                          |           | Propriétaire         |
| 1855                                     | 1868      | Félix Rouxeau                                          |           | Cultivateur          |
| 1868                                     | 1872      | Étienne Rousseau                                       |           | Hôtelier             |
| 1872                                     | 1881      | Alexis Gautier                                         |           | Cultivateur          |
| 1881                                     | 1884      | Édouard-Marie-Alexis Camus de la Guibourgère           |           | Capitaine            |
| 1884                                     | 1908      | Félix Ménard                                           |           | Cultivateur          |
| 1908                                     | 1929      | Jean-Baptiste Lemercier                                |           | Cultivateur          |
| 1929                                     | 1947      | Alexandre Ériau                                        |           | Jardinier            |
| 1947                                     | 1971      | Jean-Baptiste Roussel                                  |           | Meunier              |
| 1971                                     | 1989      | Louis Guihard                                          |           | Électricien          |
| 1989                                     | mars 2008 | Claude Dabo                                            |           | Directeur de Société |
| mars 2008                                | 2020      | André Guihard                                          | DVD       | Retraité             |
| 2020                                     | En cours  | Arnaud Pageaud                                         | DVD       |                      |
| Les données manquantes sont à compléter. |           |                                                        |           |                      |

## Population et société

### Démographie

#### Évolution démographique
L'évolution du nombre d'habitants est connue à travers les recensements de la population effectués dans la commune depuis 1793. Pour les communes de moins de 10 000 habitants, une enquête de recensement portant sur toute la population est réalisée tous les cinq ans, les populations de référence des années intermédiaires étant quant à elles estimées par interpolation ou extrapolation. Pour la commune, le premier recensement exhaustif entrant dans le cadre du nouveau dispositif a été réalisé en 2008.

En 2022, la commune comptait 1 820 habitants, en évolution de +1,96 % par rapport à 2016 (Loire-Atlantique : +6,68 %, France hors Mayotte : +2,11 %).
| 1793  | 1800  | 1806  | 1821  | 1831  | 1836  | 1841  | 1846  | 1851  |
| ----- | ----- | ----- | ----- | ----- | ----- | ----- | ----- | ----- |
| 1 005 | 1 055 | 1 184 | 1 510 | 1 490 | 1 473 | 1 530 | 1 592 | 1 628 |

| 1856  | 1861  | 1866  | 1872  | 1876  | 1881  | 1886  | 1891  | 1896  |
| ----- | ----- | ----- | ----- | ----- | ----- | ----- | ----- | ----- |
| 1 665 | 1 669 | 1 693 | 1 736 | 1 741 | 1 803 | 1 694 | 1 710 | 1 710 |

| 1901  | 1906  | 1911  | 1921  | 1926  | 1931  | 1936  | 1946  | 1954  |
| ----- | ----- | ----- | ----- | ----- | ----- | ----- | ----- | ----- |
| 1 654 | 1 624 | 1 500 | 1 455 | 1 314 | 1 267 | 1 206 | 1 292 | 1 191 |

| 1962  | 1968  | 1975  | 1982  | 1990  | 1999  | 2006  | 2008  | 2013  |
| ----- | ----- | ----- | ----- | ----- | ----- | ----- | ----- | ----- |
| 1 251 | 1 267 | 1 193 | 1 203 | 1 271 | 1 299 | 1 620 | 1 706 | 1 785 |

| 2018  | 2022  | - | - | - | - | - | - | - |
| ----- | ----- | - | - | - | - | - | - | - |
| 1 797 | 1 820 | - | - | - | - | - | - | - |

#### Pyramide des âges
La population de la commune est relativement jeune.
En 2018, le taux de personnes d'un âge inférieur à 30 ans s'élève à 34,6 %, soit en dessous de la moyenne départementale (37,3 %). À l'inverse, le taux de personnes d'âge supérieur à 60 ans est de 24,8 % la même année, alors qu'il est de 23,8 % au niveau départemental.
En 2018, la commune comptait 868 hommes pour 929 femmes, soit un taux de 51,7 % de femmes, légèrement supérieur au taux départemental (51,42 %).
Les pyramides des âges de la commune et du département s'établissent comme suit.
| Hommes | Classe d’âge | Femmes |
| ------ | ------------ | ------ |
| 0,6    | 90 ou +      | 3,6    |
| 6,1    | 75-89 ans    | 12,4   |
| 13,0   | 60-74 ans    | 13,6   |
| 22,5   | 45-59 ans    | 17,4   |
| 21,0   | 30-44 ans    | 20,5   |
| 15,8   | 15-29 ans    | 13,3   |
| 21,1   | 0-14 ans     | 19,3   |

| Hommes | Classe d’âge | Femmes |
| ------ | ------------ | ------ |
| 0,6    | 90 ou +      | 1,8    |
| 6      | 75-89 ans    | 8,6    |
| 15,1   | 60-74 ans    | 16,4   |
| 19,4   | 45-59 ans    | 18,8   |
| 20,1   | 30-44 ans    | 19,3   |
| 19,2   | 15-29 ans    | 17,4   |
| 19,5   | 0-14 ans     | 17,6   |

### Enseignement
Il y a deux écoles primaires à Teillé : l'école primaire Jacques Demy et l'école primaire privée Saint-Pierre.
En ce qui concerne l'enseignement secondaire, les collèges se trouvent à Saint Mars la Jaille (collège public) et Riaillé (collège privé), et les lycées à Ancenis.
En 2006, la population scolarisée comprenait, par tranche d'âge, 76,2 % des enfants de 2 à 5 ans, 100 % des enfants de 6 à 14 ans, 100 % de ceux ayant entre 15 et 17 ans, 29 % des adultes de 18 à 24 ans, 1,5 % des 25 à 29 ans et 0,3 % des plus de 30 ans.
Sur l'ensemble de la population non scolarisée, 13,6 % sont titulaires d'un CEP, 3,6 % du BEPC ou brevet des collèges, 29,7 % du CAP ou du BEP, 16,5 % du BAC ou un équivalent, 11,4 % d'un BAC +2 et 3,6 % d'un diplôme de niveau supérieur. 21,5 % de cette population n'a pas de diplôme.

### Manifestations culturelles et festivités
La plus grande fête organisée sur cette commune est la fête du Pain et du Boudin qui se tient au plan d'eau le dernier dimanche d'août depuis 1980 et qui rassemble jusqu'à 15 000 visiteurs.

### Cultes
Teillé possède une église dédiée à Saint-Pierre.

## Économie

### Revenus de la population et fiscalité
Le revenu moyen des ménages, pour l'année 2004, fut de 11 567 €/an, ce qui est inférieur à la moyenne nationale qui était de 15 027 €/an la même année.

### Emploi
La ville comptait en 2006, une population active de 962 personnes. Les chômeurs représentaient 2,7 %). La population active occupée représentait quant à elle 77,5 % de ce total. Parmi ces derniers 265 étaient des salariés.
Répartition des emplois par domaine d'activité
|                           | Agriculteurs | Artisans, commerçants, chefs d'entreprise | Cadres, professions intellectuelles | Professions intermédiaires | Employés | Ouvriers |
| ------------------------- | ------------ | ----------------------------------------- | ----------------------------------- | -------------------------- | -------- | -------- |
| Teillé                    | 10 %         | 4,7 %                                     | 4,7 %                               | 13,3 %                     | 27,3 %   | 40 %     |
| Moyenne nationale         | 2,4 %        | 6,4 %                                     | 12,1 %                              | 22,1 %                     | 29,9 %   | 27,1 %   |
| Sources des données : JdN |              |                                           |                                     |                            |          |          |

### Entreprises et commerces
Le nombre de créations d'entreprises pour l'année 2004 est de 4, ce qui place la commune au 9 695e rang au niveau national. La commune a atteint un nombre d'établissements total de 38 qui se répartissent de la façon suivante : industries agricoles et alimentaires (1, soit 2,6 % du total), industries des biens de consommation (3, soit 7,9 % du total), industries des biens d'équipement (1, soit 2,6 % du total), construction (11, soit 28,9 % du total), commerce (9, soit 23,7 % du total), transport (1, soit 2,6 % du total), services aux entreprises (7, soit 18,4 % du total), services aux particuliers (2, soit 5,3 % du total), éducation, santé, action sociale (3, soit 7,9 % du total).

## Culture et patrimoine

### Monuments et lieux touristiques

#### Monuments civils
L'ancien château de Boismaquiau dont il ne subsiste que des vestiges. Il fut la demeure de la famille de Cornulier jusqu'à la Révolution. Le château était entouré de douves avec pont-levis. Certaines dépendances sont encore présentes.	
Le château de la Guibourgère (1610 - 1830 - 1930), propriété privée située sur la route menant à Riaillé, date du XVIIe siècle. Ses façades et les toitures du château ainsi que les toitures de la chapelle sont protégées depuis leurs inscription par arrêté le 17 mai 1982. Il fut la propriété des familles Raoul de La Guibourgère (XVe siècle), puis de la famille Camus de Pontcarré (XVIIIe siècle).
La maison noble du Tremblay, qui abrita la duchesse Anne de Bretagne, et celle de La Piverdière.
La cheminée de la mine de La Guibretière,.

La cheminée de mine de La Guibretière.
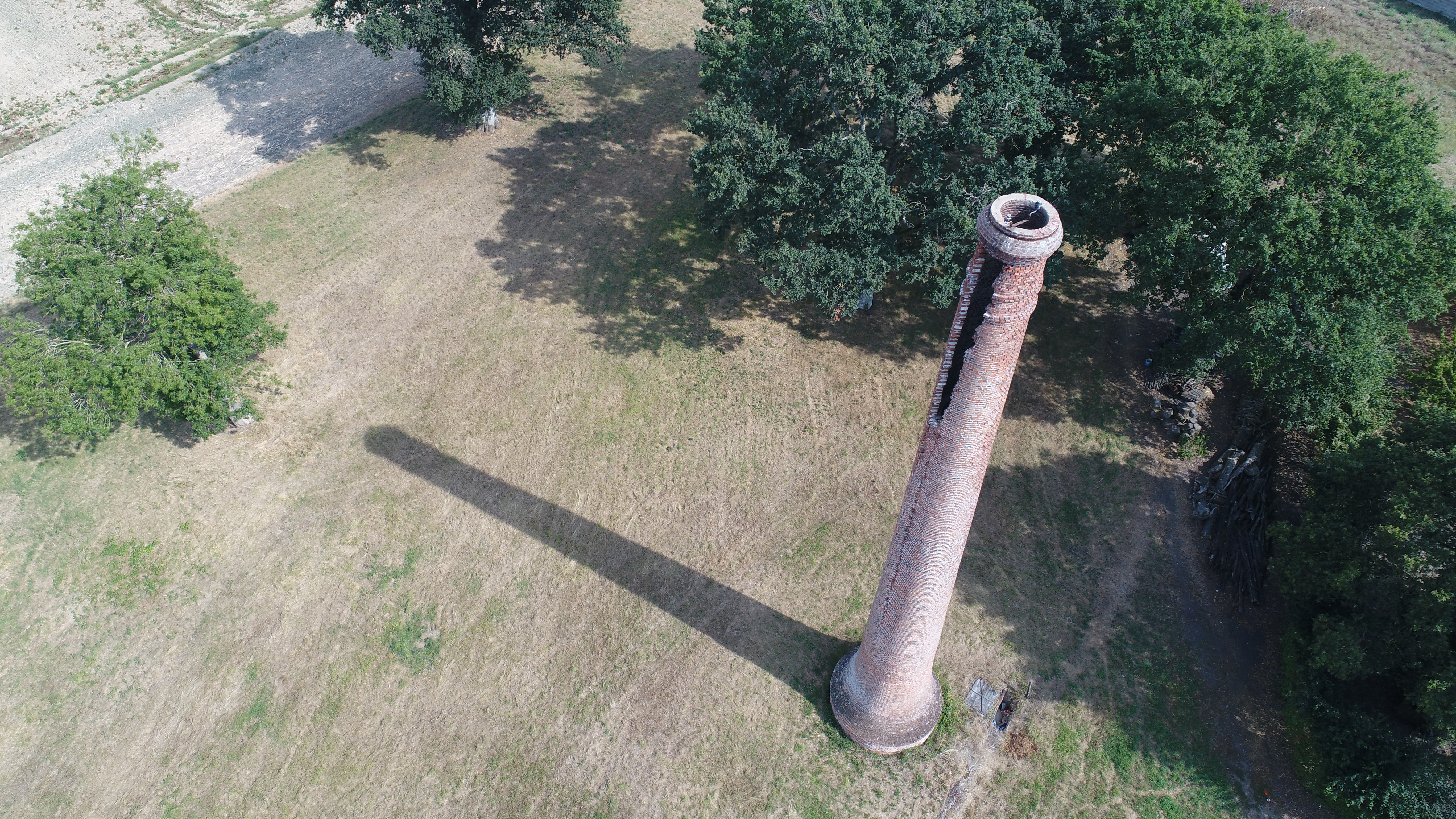
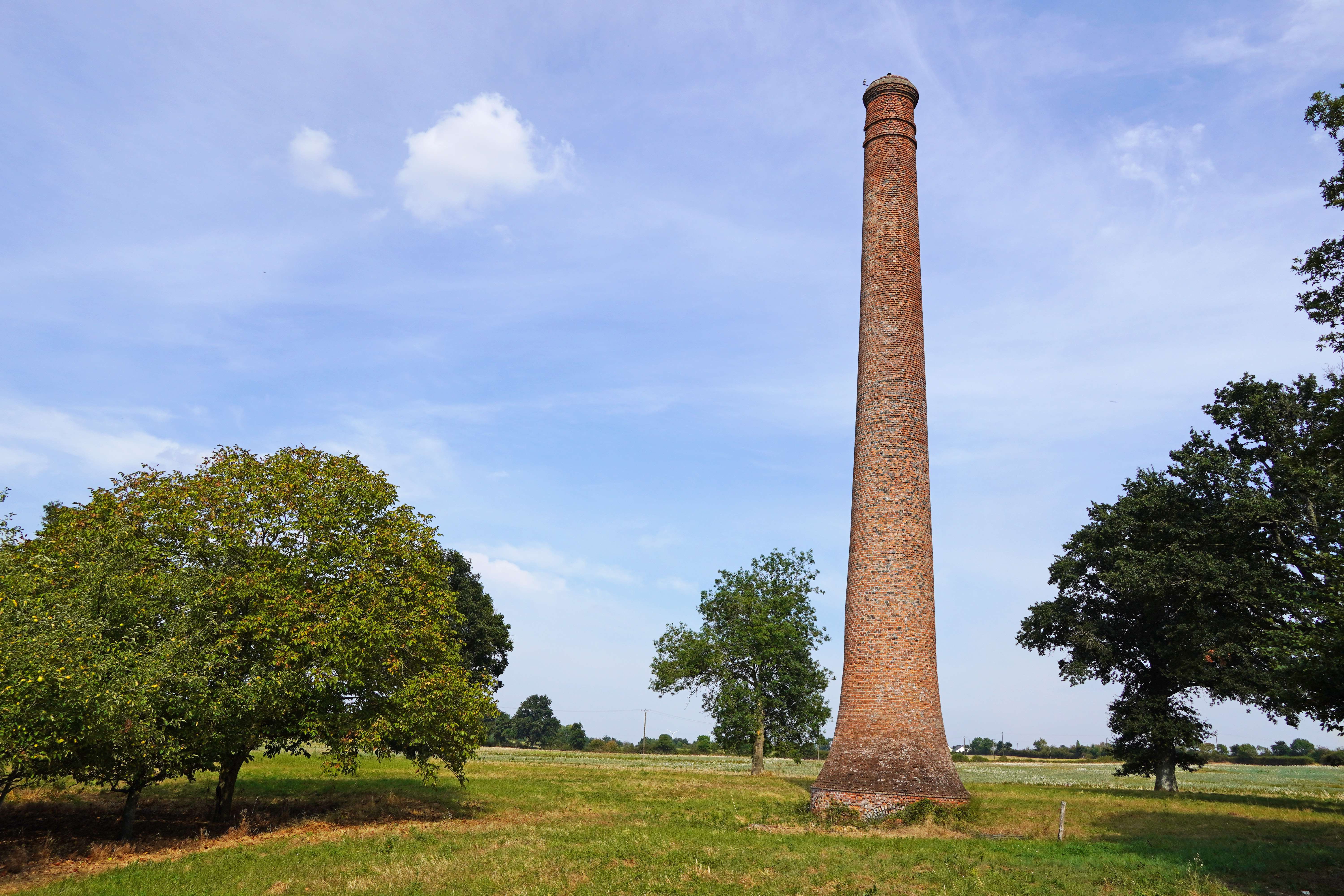

#### Monuments religieux
L'église Saint-Pierre, datant de 1866-1894, fut édifiée sur l'initiative de l'abbé Pierre Doussin pour remplacer un sanctuaire datant du début du XVIIe siècle. Le clocher, le dallage et les autels avec colonnes en marbre datent de 1894 et de 1897. Les trois vitraux du chœur ont été offerts à l'église .par la famille Camus de La Guibourgère.
Les croix du Pont-Neuf (1641), située route de La Milsandière ; et Monsieur datant du XIXe siècle.
Le presbytère (XVIe siècle - 1783) qui fut restauré au XVIIe siècle par des architectes nantais.

### Personnalités liées à la commune
- Famille Raoul, détentrice de la seigneurie de la  Guibourgère du XVe au XVIIIe siècle :
  - Jacques Raoul de la Guibourgère, maire de Nantes (1621-1623), évêque de Saintes (1632) et de La Rochelle (1648).
- Jean-Baptiste Ériau, prêtre catholique, biographe et historien.
- Bernard Lambert, leader syndicaliste du monde agricole dans les années 1960 et 1970.